# Uma2rman

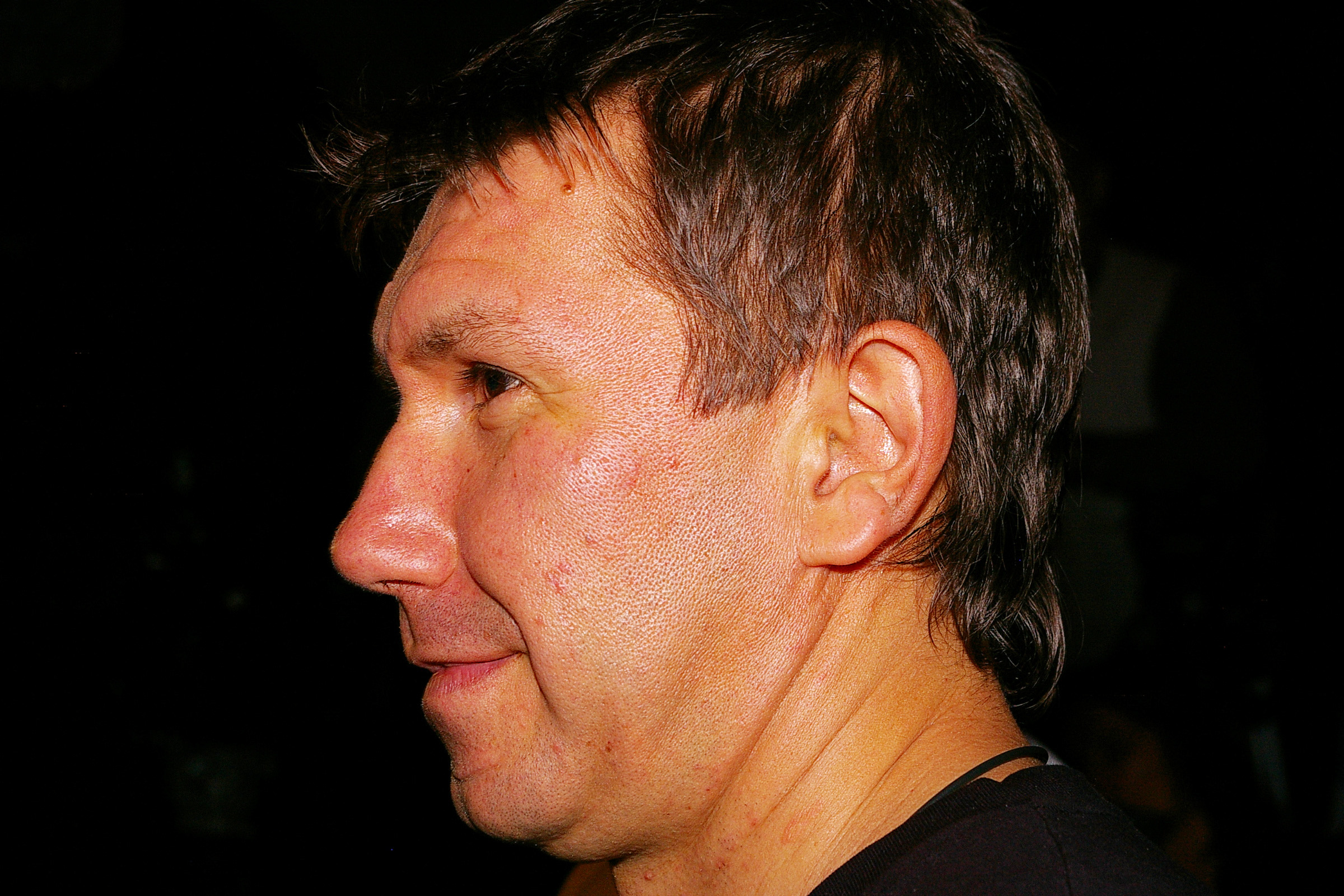
Sergei Kristowski

Uma2rman (Ума2рман) ist eine russische Rockband aus Nischni Nowgorod. Der Name bezieht sich auf die Lieblingsschauspielerin der beiden Bandmitglieder, Uma Thurman.
Sie wurden bei den MTV Europe Music Awards 2005 in der Kategorie Best Russian Act nominiert, mussten sich aber Dima Bilan geschlagen geben.

## Geschichte
Gegründet wurde Uma2rman im Jahr 2003 von den beiden Brüdern Sergei und Wladimir Kristowski.
Bekannt wurden sie mit zwei großen Radiohits in Russland: Prostitsja (Проститься) und Ty daleko (Ты далеко) in den Jahren 2004 bzw. 2005 und der Musik zu dem Film Wächter der Nacht – Nochnoi Dozor.

## Diskografie
Alben
- 2004: V Gorode N / В Городе N („In Unknown City“)
- 2005: A Mozhet, Eto Son? / А Может Это Сон? („Maybe It’s A Dream?“)
- 2008: Kuda Privodyat Mechty? / Куда Приводят Мечты? („Where Do Dreams Lead You?“)
- 2009: 1825
- 2011: V etom gorode vse sumasshedshie / В этом городе все сумасшедшие
- 2016: Поӣ, весна